# Пространственное вычисление
Пространственное вычисление — это парадигма компьютерной обработки, основанная на 3D‑взаимодействии человека с компьютером, воспринимаемом пользователем как происходящее в реальном пространстве вокруг его тела и окружения, а не «за» экраном компьютера. Этот подход переворачивает давно устоявшееся представление о том, что именно люди должны адаптироваться к цифровой среде, и заменяет его на обратное — компьютер стремится увидеть и взаимодействовать с людьми более естественным образом в их окружающем мире. При этом концепция накладывается на такие области, как расширенная реальность, смешанная реальность, естественные пользовательские интерфейсы, контекстно-чувствительные вычисления, аффективные вычисления и повсеместные вычисления. Границы терминов не всегда строго очерчены.

## Устройства и технологии
Пространственные компьютеры используют датчики — RGB‑камеры, глубинные камеры, 3D‑трекеры, инерциальные сенсоры и другие устройства, способные «видеть» и отслеживать тела людей — руки, глаза, ноги, лицо — в 3D‑пространстве. С помощью компьютерного зрения (включая ИИ/машинное обучение) такие устройства пытаются распознавать сцены реального мира (например, комнаты, улицы, магазины), читать надписи, идентифицировать объекты, строить 3D‑карты и т. п. Часто дополнительно применяются технологии XR/MR для наложения виртуальной графики и звуковых эффектов в визуум и слуховое восприятие человека — с целью сделать взаимодействие более естественным, чем при помощи плоских экранов.
Визуальный вывод не является обязательным. Например, продвинутые наушники, оснащённые ИНУ и другими сенсорами, создающие пространственный звук, тоже можно рассматривать как устройство пространственного вычисления. Но робот-пылесос, просто ориентирующийся в пространстве, таковым не считается из‑за отсутствия сложного взаимодействия с человеком.

## История
Термин «spatial computing» впервые применялся в контексте ГИС примерно с 1985 года, для описания пространственных расчётов на уровне континентов и городов.
В начале 1990‑х технология VR начала выходить из лабораторий. Компания Worldesign в Сиэтле использовала термин «spatial computing» для описания взаимодействия людей с 3D‑пространствами.
В 1997 году учёные Caelli, Lam и Bunke опубликовали статью о spatial computing в контексте компьютерного зрения и мультимедиа.
В 2003 году исследователь MIT Simon Greenwold (рус. Саймон Гринволд) дал определение: «взаимодействие человека с машиной, где машина хранит и оперирует ссылками на реальные объекты и пространства».

## Примеры и применения

### Корпоративный сектор
Airbus и Microsoft HoloLens 2: ускорили верификацию дизайна на 80 % и сократили производственные ошибки на ~30 %.

### Военная сфера
IVAS (Integrated Visual Augmentation System): совместный проект Microsoft и армии США на базе HoloLens для солдат, включающий голограммы, 3D‑карты, возможность видеть сквозь дым.

### Потребительская техника
Apple Vision Pro назван компанией «spatial computer» с поддержкой пространственных видео, отслеживанием жестов и взгляда.
Magic Leap, Meta, Microsoft и другие компании активно продвигают XR‑устройства, использующие пространственное вычисление.